# سیوداد رئال
سیوداد رئال (اسپانیایی: Ciudad Real) مرکز استان سیوداد رئال اسپانیا است. جمعیت آن ۷۳٬۱۲۴ نفر و مساحتش ۴۱ کیلومتر مربع است.